# Parksepa
Parksepa is een plaats in de Estlandse gemeente Võru vald, provincie Võrumaa. In 2021 had de plaats 612 inwoners. In 2000 waren dat er 767. Parksepa heeft de status van groter dorp of vlek (Estisch: alevik).
Parksepa heeft een school voor voortgezet onderwijs, de Parksepa keskkool, en een bibliotheek. Op het grondgebied van de plaats ligt een meer met de naam Kanariku järv (2,5 ha). Kanariku is een dorp ten noorden van Parksepa.

## Geschiedenis
Parksepa ontstond pas in 1944 als nederzetting rond het machine- en tractorstation voor het district Võru. Het was de naam van de boerderij die daar lag voordat het machine- en tractorstation werd opgericht. In 1977 kreeg de nederzetting de status van vlek.